# Chimay

Chimays vapen

Chimays läge inom provinsen Hainaut

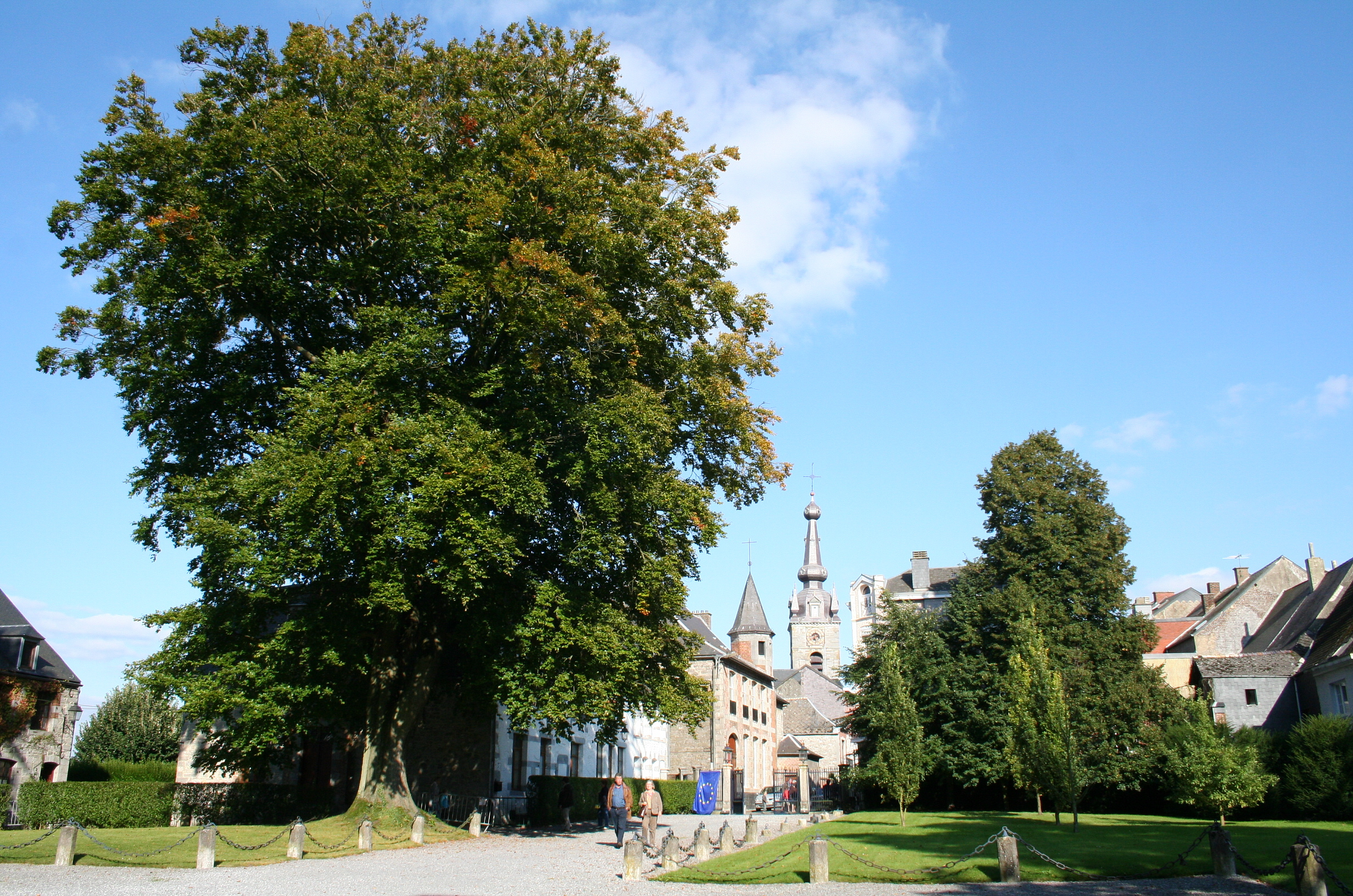
Chimay

Chimay är en kommun i den belgiska provinsen Hainaut. Chimay hade 9 944 invånare per 1 januari 2008.
Här ligger trappistklostret Notre Dame de Scourmont där bryggeriet Bières de Chimay är beläget.